# Sussen
Sussen (en néerlandais Zussen, en limbourgeois Zösse) est l'un des villages qui composent la section de Sichem-Sussen-et-Bolré.

## Étymologie
Sussen a été mentionnée pour la première fois par écrit en 1154, sous le nom de Scans. Ce nom est lié à une rampe.

## Histoire
Certains croient que Sussen était une seigneurie liégeoise, contrairement à Sichem, qui dépendait du comté Looz. En fin de compte, comme la seigneurie de Sussen et Sichem ne faisait qu'une ce n'est pas le cas. En 1796, en ajoutant le hameau de Bolré, la commune de Sichem-Sussen-et-Bolré est créée.

## Visite touristique
- L' église Sainte-Geneviève est une structure en pierre de marne de 1852.

## Villages à proximité
Eben-Emael, Canne, Heukelom, Sichem